# Biserica reformată din Șișterea
Biserica reformată din Șișterea, inițial romano-catolică, este un monument istoric și de arhitectură din județul Bihor. Lăcașul păstrează părți de arhitectură romanică, precum absida din secolul al XIII-lea.
Turnul bisericii a fost construit în anul 1801 în stil baroc.